# Szabó Gábor (politikus, 1960)
Szabó Gábor (Szombathely, 1960. december 24. –) magyar politikus, szociológus, tanár, a Fidesz alapító tagja. 1998 és 2002 között Szombathely polgármestere.

## Életpályája

### Iskolái
Általános Iskolát és a Gimnáziumot is Szombathelyen végezte el Szabó, majd azt követően a Posta és a Vasi Volán dolgozója volt négy éven keresztül. A Berzsenyi Dániel Főiskola hallgatójaként történelem - népművelés szakon, az Eötvös Loránd Tudományegyetem hallgatójaként szociológia szakon szerzett diplomát és 1996-ban szociológiából doktorált. A doktori disszertációjának a címe: Polgárosodás és urbanizáció a dualizmuskori Szombathelyen. Szabó a Berzsenyi Dániel Főiskolán helyezkedett el mint közművelődési titkár és szakkollégium vezető, 1988-tól viszont szociológiát tanított főiskolai adjunktusként.

### Politikai pályafutása
Szabó Gábor egyike volt annak a 37 embernek aki 1988. március 30-án aki aláírta a Fidesz alapító nyilatkozatát.
1990-től 2006-ig a Fidesz tagjaként, 2006-tól 2010-ig a Magyar Demokrata Fórum tagjaként választották be a szombathelyi közgyűlésbe. 1998-as magyarországi önkormányzati választáson a Fidesz – Magyar Polgári Szövetség a Magyar Demokrata Fórum és a Független Kisgazda-, Földmunkás- és Polgári Párt közös jelöltjeként megválasztják Szombathely polgármesterének. Ezt a titulust 2002-ig tölti be, mikor is alul maradt a Magyar Szocialista Párt jelöltjével, Ipkovich Györggyel szemben.
Szabó polgármestersége idején, 1999-ben, országos botrány kavart, egy ismeretlen személy által tett feljelentés, ami szerint Szabó hamis nyelvvizsga-bizonyítványt mutatott be a doktori címe megszerzésekor. Közokirat-hamisítás büntette alapos gyanúja miatt gyanúsítottként hallgatták ki Szabót, de 2000-ben Bűncselekmény elkövetésének bizonyítottsága hiányában a hatóság megszüntette a nyomozást.
Szabó 2006 nyarán kilépett a Fideszből, és belépett az MDF-be. A 2006-os magyarországi önkormányzati választáson már az MDF színében került be a szombathelyi közgyűlésbe, és 2010-ig a város alpolgármester lett. Szabó a 2010-es magyarországi országgyűlési választáson a Vas megye 01. számú egyéni választókerület MDF -es jelöltje volt, azonban a négy induló képviselőjelöltből az utolsó lett 4,13%-kal. A mandátumot Szombathely későbbi polgármestere Puskás Tivadar a Fidesz-KDNP jelöltje nyerte.
A 2010-es magyarországi önkormányzati választás előtt Szabó az MDF városi elnökeként az MSZP-s Ipkovich György támogatására szólította fel pártjának tagjait, szavazóit és emiatt a tagság egy része Szabó ellen fordult. 2010 után három éven keresztül ismét szociológiát tanított, majd Klebelsberg Központ szombathelyi tankerületénél projektvezető lett.

## Családja
Szabó édesapja gépésztechnikusként, édesanyja bölcsődevezetőként dolgozott Szombathelyen. Első házasságából egy lánygyermek (Dorottya), második házasságából egy fiúgyermek (Barnabás) született. Felesége Vari Orsolya köztisztviselő.